# Col de Bigorno
Pour les articles homonymes, voir Bigorno (homonymie).
Le col de Bigorno (Bocca di Bigornu) est l'un des principaux cols de Corse. Il se trouve dans le département de la Haute-Corse.

## Géographie

### Situation
Le col de Bigorno est un col de la serra di Tenda, une chaîne de montagnes schisteuses séparant le Nebbio de la vallée de l'Ostriconi au nord, et de la basse vallée du Golo au sud.

### Relief

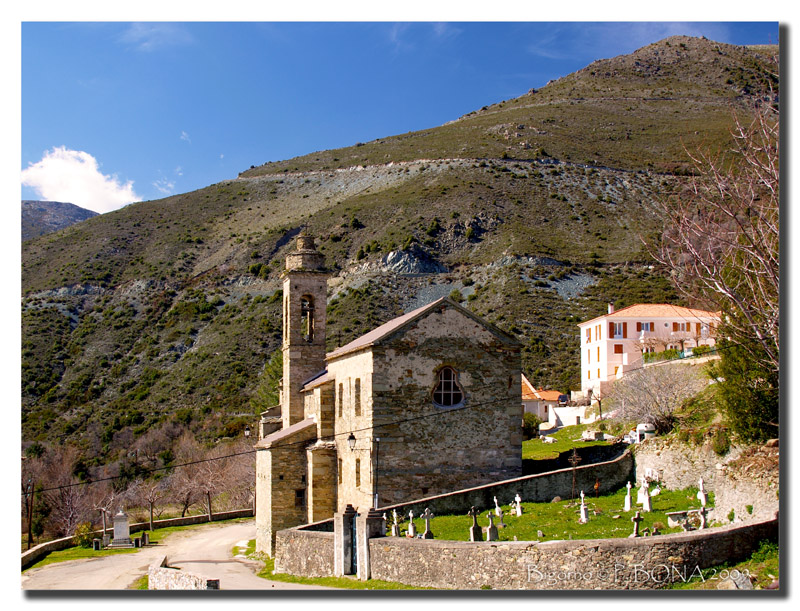
Montée au col par le versant sud depuis Bigorno

Le col de Bigorno se situe sur le chaînon secondaire méridional de la serra di Tenda, s'articulant au niveau du Monte Tassu (1 372 m) et orienté vers l'est puis au nord-est jusqu'au défilé du Lancone. Les roches sont datées du Crétacé inférieur.
Dans un environnement immédiat, la section du chaînon montagneux sépare deux vallons :
- au nord, celui du ruisseau de Bussu[3], affluent de la rivière Bevinco qui se jette dans l'étang de Biguglia ;
- au sud, celui du ruisseau de Sretta[4], affluent du ruisseau de Sanguinelli[5] qui alimente le Golo.

### Climat et végétation
Le col est soumis aux forts vents du nord et nord-ouest (traînes de mistral et tramontane). Col à 885 m d'altitude, il est enneigé plusieurs jours en période hivernale.
Son environnement est quasiment désertique. Ses versants rocailleux sont couverts d'une rare végétation, un maquis bas et clairsemé. Il est concerné par la zone naturelle d'intérêt écologique, faunistique et floristique de 2e génération : « Massif du Tenda et Monte Astu ». « La zone est favorable à l'élevage extensif susceptible de s'accentuer. Le pâturage favorise le maintien des milieux ouverts favorables à la biodiversité et la lutte contre les incendies. ».
On y trouve au milieu des rochers, le thym de Corse.

### Voies de communication
La route D5 qui relie le col de Santo Stefano à la route nationale 193 à Ponte-Novu, emprunte le col de Bigorno pour franchir la ligne de crête. Des pylônes électriques et de télécommunications sont installés au-dessus de la route D5.

## Histoire
Jadis, comme en témoignent les ponts génois sur la commune de Murato, il était un lieu de passage pour les colporteurs et les bergers transhumants. Ceux-ci empruntaient aussi le col de Vadellaia voisin (altitude 1 028 m), situé sur un chemin important reliant les hameaux de Bigorno et le Nebbio et passant par la chapelle romane Sant' Agostino de Locchia (seconde moitié XIIe siècle environ) située à 600 m au sud-ouest de la tour de Montechiaro,.
Tout comme les cols de Tenda et de Lento, la position stratégique du col de Bigorno en a fait depuis très longtemps un important passage militaire et lieu de combats. Des troupes de nationalités diverses qui débarquaient dans le golfe de Saint-Florent, le franchissaient pour se rendre ensuite dans l'intérieur de l'île.
En 1732, fin avril, les troupes impériales allemandes cantonnées à San Fiurenzo, menées par Schmettau, occupent le Nebbio puis la Costiera jusqu'à Tenda, et Lento.
En 1739, le comte de Maillebois, à la tête des troupes françaises de Corse, entra en campagne et décida de porter les armes jusque dans les cantons montagneux de l'intérieur. La prise de Lento et de Bigorno assura l'occupation presque complète de la vallée du Golo. Le 2 juin le maréchal de camp français Du Rousset de Girenton, sorti de Bastia dans la nuit, fait attaquer la Bocca San Ghjacumu et les hauteurs de Tenda et Lentu. Maillebois sort de Bastia et va s'installer dans les Costiere (Campitello) où, après Tenda et Bigorno, Lento, tenu par Ghjacomu Paoli, capitule le 3 juin.
Le 1er mai 1769, Paoli qui avait établi son Q.G. à Murato, fait occuper par ses milices corses les hauteurs de Tenda qui contrôlent les vallées de l'Aliso, l'Ostriconi et le Golo. Le 5 mai, à l'aube, M. De Vaux et son adjoint le lieutenant-général de Bourcet commandent l'offensive générale des troupes françaises. Le chevalier de Viomesnil enlève Bigorno. Le 8 mai, les Corses se lancent à l'assaut de Lento et de la Bocca San Ghjacumu ; ils bousculent les Français et sentent que la victoire est à leur portée ; mais Paoli, qui surveille les opérations d'une hauteur de l'autre côté du Golu, a négligé de protéger les flancs. Deux colonnes françaises sortent de Bigorno et Canavaggia ; les Corses, pris à revers, sont forcés à une retraite désordonnée vers le pont du Golo sous le feu plongeant des armes françaises. De l'autre côté du Golo, Gentili, obéissant aux ordres reçus, refuse le passage du pont jusqu'à ce que Paoli lui commande de se retirer. La nuit met fin au combat qui se termine dans la plus grande confusion.